# Revoltas Federalistas (França)

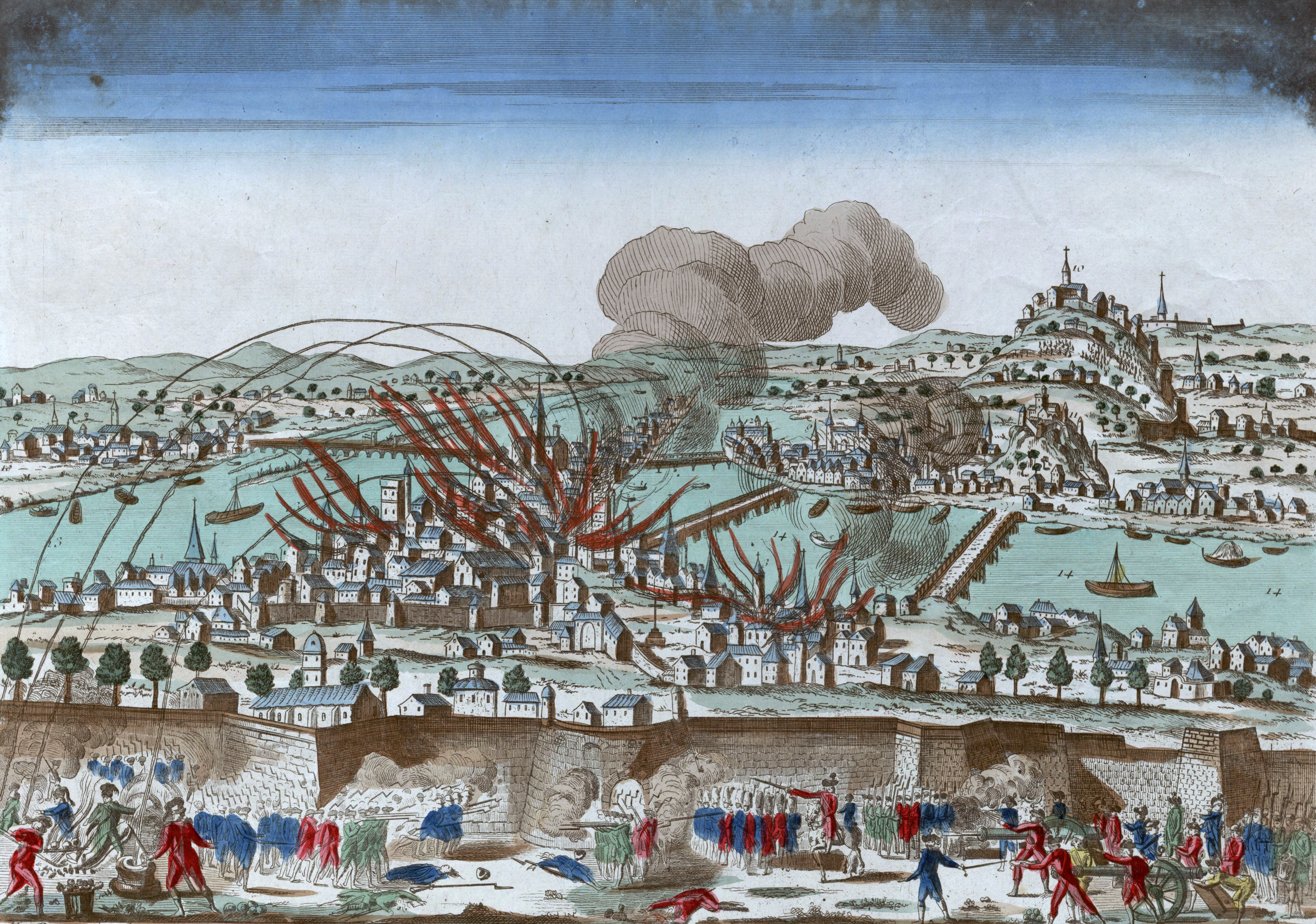
Revolta lionesa contra a Convenção, parte das Revoltas Federalistas (1793).

As Revoltas Federalistas foram levantes que eclodiram em várias partes da França no verão de 1793, durante a Revolução Francesa.

## Causas

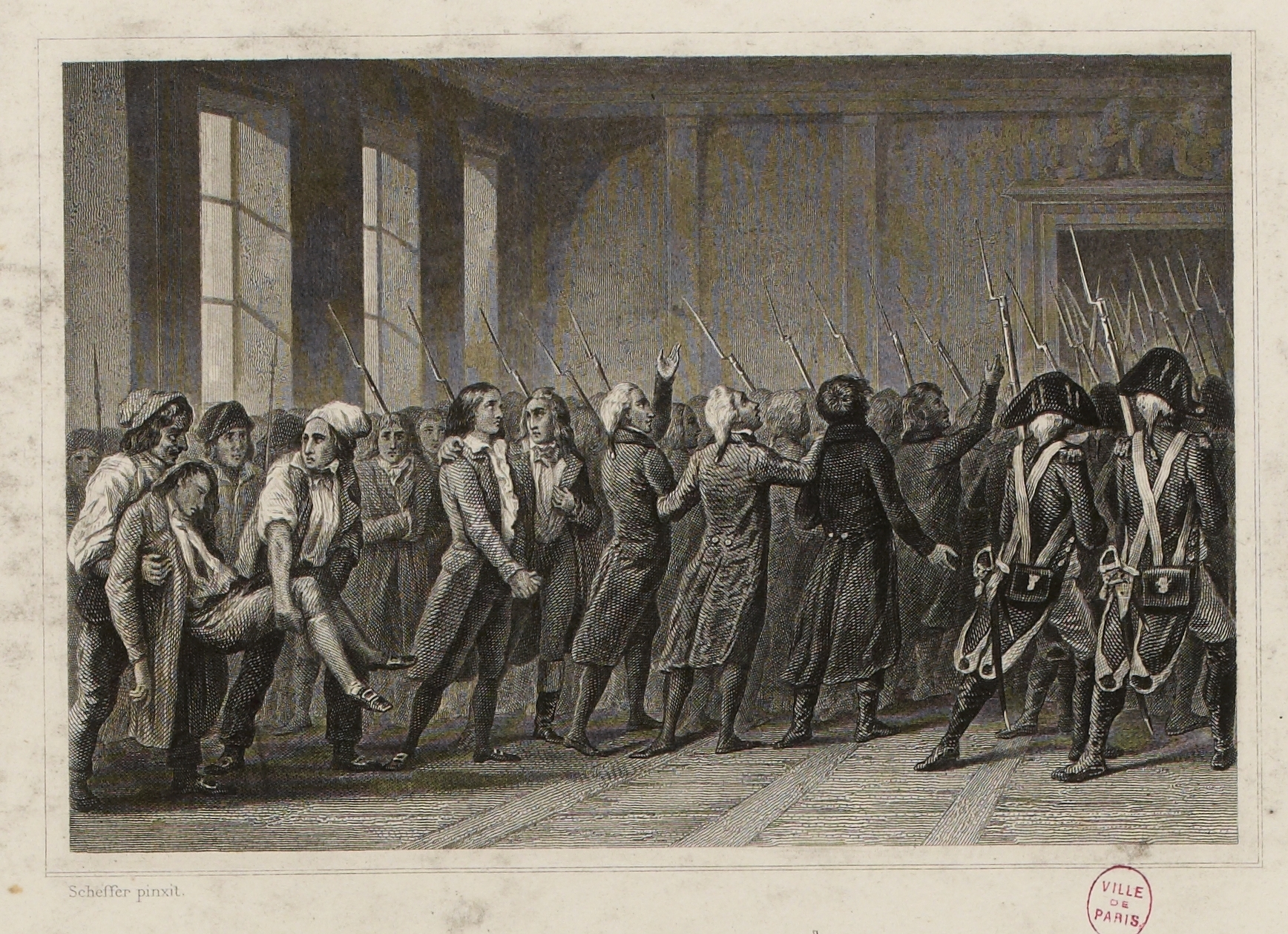
Expulsão dos girondinos da Convenção, estopim para as Revoltas Federalistas (1793).

As revoltas foram motivadas por ressentimentos nas cidades provinciais da França contra a crescente centralização do poder em Paris e a crescente radicalização da autoridade política nas mãos dos jacobinos seguidores de Maximilien de Robespierre. Na maior parte do país, o gatilho para a insurreição foi a expulsão dos girondinos (ou Brissotinos) da Convenção Nacional após as jornadas de 31 de maio e 2 de junho de 1793.

## Revoltas
Em 1793, enfrentando repetidas ameaças da radical Comuna de Paris, os girondinos (por vezes referidos como “federalistas”, devido às suas ideias sobre a descentralização do poder) começaram a preparar um movimento de resistência fora de Paris, nas regiões onde tinham apoio significativo. Ao mesmo tempo, os adversários políticos dos girondinos em Paris, os jacobinos, também procuraram mobilizar a população fora da capital para resistir e mobilizar o povo para uma República radical. Isto levou a confrontos violentos, exacerbados por conflitos sociais subjacentes, em Lyon, Marselha, Bordéus, Nantes e Rouen, cidades onde cada facção tinha uma forte base social - parte das classes médias e dos pobres urbanos apoiavam os jacobinos, enquanto os girondinos eram fortes entre outra parte das classes médias e entre a burguesia mais próspera, além daqueles elementos da população urbana pobre hostis às medidas anticlericais da Convenção.

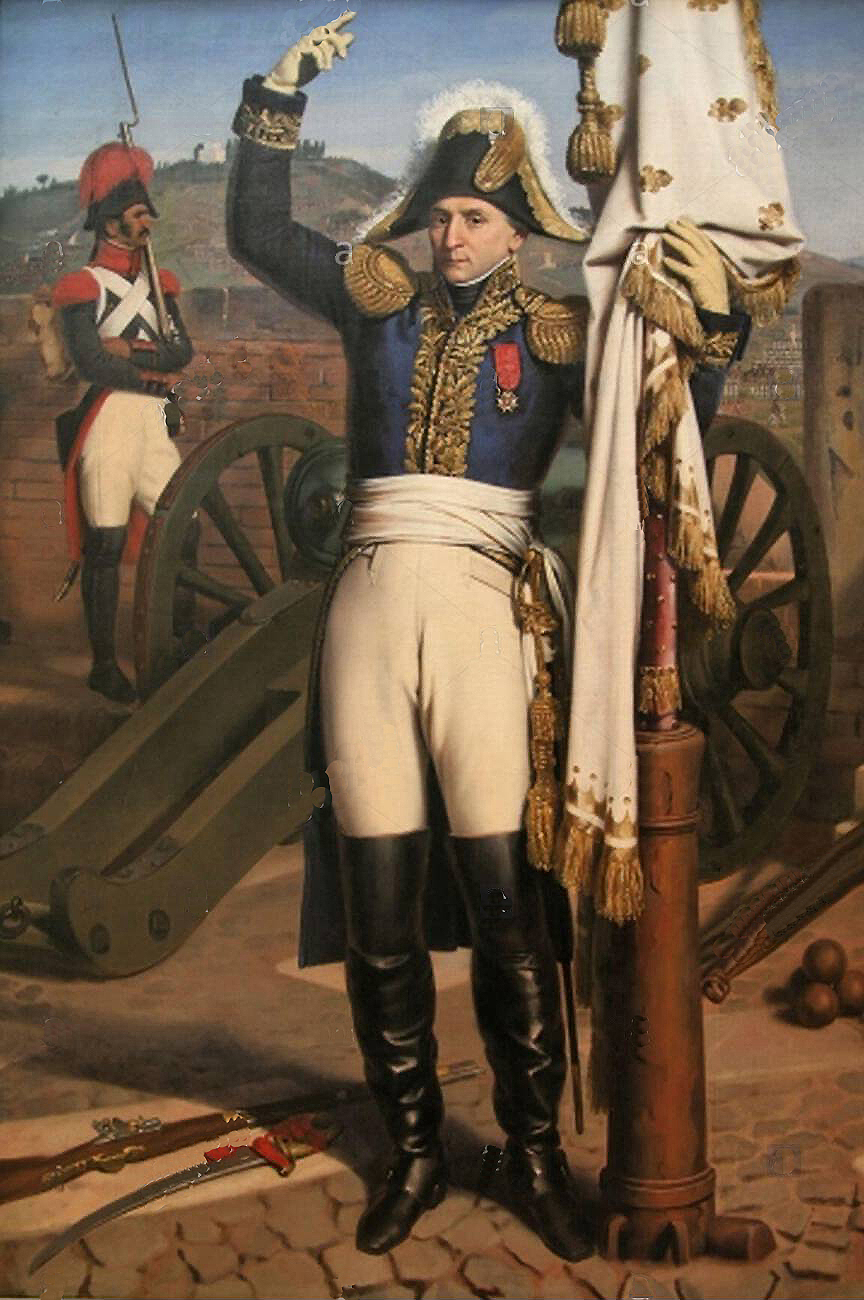
Conde de Précy, comandante federalista.

Na maioria das cidades, a crise eclodiu depois de 29 deputados girondinos terem sido presos em 2 de junho de 1793. Em 7 de junho, 75 deputados moderados da Convenção denunciaram as ações da Comuna de Paris e instaram os departamentos de todo o país a apoiá-los. Ao mesmo tempo, vários dos deputados girondinos fugiram para se juntarem aos grupos armados que a maioria dos departamentos normandos e bretões tinham começado a reunir para levantar uma revolta contra a Convenção. Jacques Pierre Brissot, líder dos girondinos, foi para Moulins, uma das sedes dos federalistas.
A insurreição teve três centros regionais principais: o Oeste (Normandia e Bretanha), o Sudeste (Lyon, Marselha e Toulon) e o Sudoeste (Bordéus).

### Normandia e Bretanha
Em 9 de junho, os dois representantes em missão da Convenção na Normandia foram presos por federalistas e mantidos como reféns. Em 13 de Junho, a região deu o sinal de insurreição, declarando que a Convenção já não era um órgão livre, apelando à reunião de 4.000 homens para marchar sobre Paris e enviando comissários aos departamentos vizinhos para os encorajar.

### Lyon
Nos dias que se seguiram à prisão dos deputados girondinos em Paris, os líderes municipais de Lyon estabeleceram ligações tanto com os departamentos vizinhos como com outras "cidades insurgentes" no sul da França, convocando uma reunião entre os municípios e departamentos potencialmente federalistas como alternativa à Convenção. Ao contrário da Normandia e da Bretanha, que mal conseguiram reunir algumas centenas de homens, Lyon tinha uma força substancial de cerca de 10.000 homens armados, comandada por moderados, mas também por monarquistas.

### Marselha e Toulon
Após a queda dos girondinos em Paris, os girondinos em Marselha criaram um comitê geral que desmantelou o Clube Jacobino local e prendeu seus líderes, antes de julgá-los e executá-los em julho. Foi eleito um novo conselho municipal, que se uniu a outras áreas federalistas, como Toulon, e decidiu formar seu próprio exército.

### Bordéus
As diferenças de opinião entre Bordéus e Paris eram suficientemente profundas para que a cidade não esperasse pela prisão dos deputados de Brissot para se declarar insurrecional. Isso ocorreu em maio de 1793, quando as seções da cidade emitiram uma declaração de que a Convenção havia sido assumida por anarquistas. Assim que a cidade aderiu à revolta, houve um consenso duradouro que apoiou a liderança federalista.

## Consequências

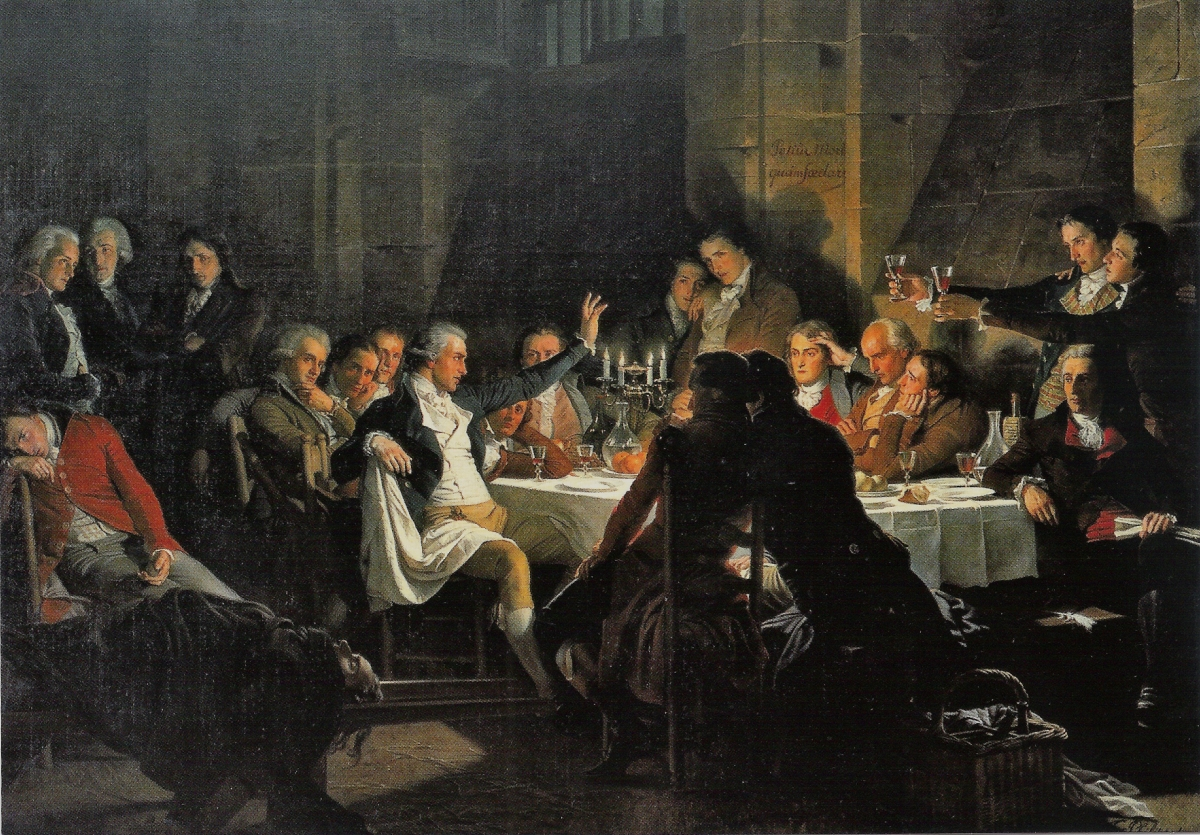
"O Último Banquete dos Girondinos", Henri Félix Emmanuel Philippoteaux (1850).

Embora partilhassem origens e objetivos políticos comuns, as Revoltas Federalistas não foram organizadas centralmente ou bem coordenadas, sendo reprimidas pelos exércitos da Convenção nos meses seguintes. O Reinado do Terror foi então imposto em toda a França para punir aqueles que lhe estavam associados.
As revoltas, violentamente reprimidas pela Convenção, provocaram o fortalecimento do Terror e a crescente centralização do poder. Em 24 de outubro de 1793, teve início o julgamento dos líderes girondinos/federalistas que haviam sido capturados. Dos vinte e dois levados a julgamento, todos foram considerados culpados e enviados para a guilhotina em 31 de outubro daquele ano.